# Plášť (Puccini)
Plášť (v italském originále Il tabarro) je jednoaktová opera Giacoma Pucciniho z cyklu Triptych, který měl jako celek světovou premiéru v Metropolitní opeře v New Yorku 14. prosince 1918. Libreto napsal Giuseppe Adami podle Didiera Golda.

## Vznik opery[1]
K napsání této opery se Puccini rozhodl, když v roce 1912 v pařížském Theatre Marigny zhlédl drama La Houppelande (francouzsky Plášť) Didiera Golda. Plášť byl dokončen již v roce 1913, skládání dalších částí Triptychu se však kvůli první světové válce přerušilo. Premiéru tak měla opera spolu se zbylými částmi Triptychu 14. prosince 1918 v New Yorku v Metropolitní opeře pod názvem Il trittico. Byla provedena v anglickém jazyce, dirigoval Roberto Moranzoni a hlavní role si zahráli barytonista Luigi Montesanto. Dne 11. ledna 1919, o měsíc později, se v římském divadle Teatro Costanzi uskutečnila italská premiéra celého triptychu v originálním (tedy italském) jazyce.

## Veristické rysy opery
O Plášti můžeme hovořit jako o jediné Pucciniho skutečné veristické opeře. Mezi veristické znaky díla patří především kritika a realistické pojetí dobových sociálních poměrů. Názorně je tak vyobrazen tvrdý život pařížských lodníků.

## Z inscenační historie v Čechách[1]
V Československu operu Plášt poprvé uvedlo (v rámci celého Pucciniho Triptychu) Nové německé divadlo v Praze dne 7. února 1921 a to německy. Dirigentem byl Alexander von Zemlinsky. V českém jazyce byla opera poprvé uvedena v Olomouci 25. listopadu 1932, přičemž se nehrála jako součást Triptychu, ale zazněla samostatně. Premiéru v originálním jazyce měla opera (opět jako součást Triptychu) v Národním divadle v Praze 7. března 1996.

## Děj opery
Opera se odehrává v přístavu na pařížské Seině, kde žije i postarší (asi padesátiletý) majitel nákladního člunu Michel se svou mladou ženou Giorgettou. Ta však nyní prožívá tajný poměr s přístavním dělníkem Luigim. Milenci si domluví noční setkání na Michelově lodi. Než však k němu dojde, Michel domlouvá své ženě a prosí ji o obnovení jejich vztahu, který je z minulosti zatížen mj. smrtí jejich dítěte. Giorgetta ho však odmítá, což v Michelovi umocní jeho podezření z její nevěry. Osamocený Michel si zapálí dýmku, což se ve tmě jeví jako smluvený signál pro Luigiho. Ten se přikrade na loď, načež mezi oběma muži dojde k hádce, v níž se Luigi hrdě přizná ke své lásce k Giorgettě. Michel však svého soka přemůže a uškrtí. Před blížící se Giorgettou zahalí doposud u jeho nohou klečící mrtvolu do pláště. Rozpolcená žena přistupuje blíž, zpytuje své svědomí a sama se nyní snaží o vkřísení vztahu s manželem. Ten sice naoko souhlasí, ale když se Giorgetta chce skrýt pod Michelův plášť, ten jej rozevírá a ukazuje jí tělo zavražděného.

## Zajímavost
V Plášti použil Puccini i zcela nehudební zvuky – zvuk remorkéru nebo klakson auta.